# Contre-la-montre masculin des moins de 23 ans aux championnats du monde de cyclisme sur route 2024
Le contre-la-montre masculin des moins de 23 ans aux championnats du monde de cyclisme sur route 2024 a lieu le lundi 23 septembre 2024 entre Gossau et Zurich, en Suisse, sur une distance de 29,9 kilomètres. 

## Parcours
Partant de Gossau, le début du parcours est relativement plat. Par la suite, les coureurs entament la montée de 2 kilomètres du Pfannenstiel, une pente moyenne autour des 6 % franchie après 10 kilomètres. Après la descente vers le lac de Zurich, le parcours longe ce lac vers le nord-ouest par une douzaine de kilomètres plats pour rejoindre Zurich. Les coureurs parcourent 29,9 km.

## Classement
| \| Classement général \| Classement général \| Classement général \| Classement général \| Classement général \| \| Coureur \| Coureur \| Pays \| Équipe \| Temps \| \| ------------------ \| ------------------ \| ------------------ \| ------------------ \| ------------------ \| \| 1er \| Iván Romeo \| Espagne \| Espagne espoirs \| 36 min 42 s \| \| 2e \| Jakob Söderqvist \| Suède \| Suède espoirs \| + 32 s \| \| 3e \| Jan Christen \| Suisse \| Suisse espoirs \| + 40 s \| \| 4e \| Alec Segaert \| Belgique \| Belgique espoirs \| + 54 s \| \| 5e \| Robin Orins \| Belgique \| Belgique espoirs \| + 57 s \| \| 6e \| Darren Rafferty \| Irlande \| Irlande espoirs \| + 1 min 01 s \| \| 7e \| Niklas Behrens \| Allemagne \| Allemagne espoirs \| + 1 min 08 s \| \| 8e \| Artem Shmidt \| États-Unis \| États-Unis espoirs \| + 1 min 10 s \| \| 9e \| Wessel Mouris \| Pays-Bas \| Pays-Bas espoirs \| + 1 min 11 s \| \| 10e \| Adam Rafferty \| Irlande \| Irlande espoirs \| + 1 min 17 s \| |                  |            |                    |              |
| |                  |            |                    |              |
| |                  |            |                    |              |
| Classement général |                  |            |                    |              |
| Coureur | Coureur          | Pays       | Équipe             | Temps        |
| 1er | Iván Romeo       | Espagne    | Espagne espoirs    | 36 min 42 s  |
| 2e | Jakob Söderqvist | Suède      | Suède espoirs      | + 32 s       |
| 3e | Jan Christen     | Suisse     | Suisse espoirs     | + 40 s       |
| 4e | Alec Segaert     | Belgique   | Belgique espoirs   | + 54 s       |
| 5e | Robin Orins      | Belgique   | Belgique espoirs   | + 57 s       |
| 6e | Darren Rafferty  | Irlande    | Irlande espoirs    | + 1 min 01 s |
| 7e | Niklas Behrens   | Allemagne  | Allemagne espoirs  | + 1 min 08 s |
| 8e | Artem Shmidt     | États-Unis | États-Unis espoirs | + 1 min 10 s |
| 9e | Wessel Mouris    | Pays-Bas   | Pays-Bas espoirs   | + 1 min 11 s |
| 10e | Adam Rafferty    | Irlande    | Irlande espoirs    | + 1 min 17 s |